# Faruk Bistrić
Faruk Bistrić (* 1. Januar 1958 in Sarajevo; † 29. April 2024) war ein bosnischer Schachspieler.
Er spielte für Bosnien bei zwei Schacholympiaden: 1998 und 2002. Außerdem nahm er zweimal an den europäischen Mannschaftsmeisterschaften (1993 und 2003) teil.
In der schwedischen Elitserien (Schach) 2000/01 spielte er am zweiten Brett des Kirsebergs SK.
Im Jahre 1997 wurde ihm der Titel Internationaler Meister (IM) verliehen, 2003 der Titel Großmeister (GM). Seine höchste Elo-Zahl war 2524 im Juli 2003.
| Hier fehlt eine Grafik, die leider im Moment aus technischen Gründen nicht angezeigt werden kann. Wir arbeiten daran! |